# پشت (بوداپست)
پِشت یا پِست (به مجاری: Pest) ناحیه شرقی رود دانوب است که با بودا و اُبودا در ۱۷ نوامبر ۱۸۷۳ ادغام شد و شهر بوداپست از آن پس رسماً شکل گرفت.